# Астрономія в Хорватії
Астрономія в Хорватії вивчається, в першу чергу, в Загребському університеті, Хварській, Вішнянській і Загребській обсерваторіях. Основними напрямами досліджень є Сонце, змінні зорі, малі тіла Сонячної системи. Загребський університет є єдиним навчальним закладом, де астрономія викладається на університетському рівні і працює аспірантура з астрономії. Кількома установами в різних частинах країни ведеться активна робота з популяризації астрономії.

## Історія
Видатною постаттю в хорватській астрономії XVIII століття був Руджер-Йосип Бошкович (1711—1787), член ордену єзуїтів і прибічник ньютонівської механіки. Він виклав свої наукові погляди в праці «Теорія натуральної філософії, приведена до єдиного закону сил, що існують в природі» (1758).

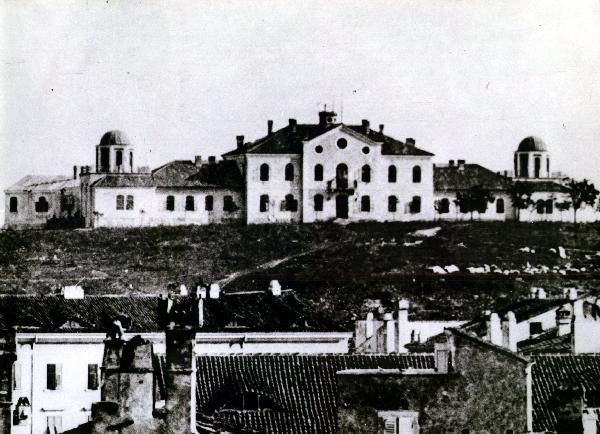
Морська обсерваторія в Пулі в 1871 році

Перша обсерваторія, Морська обсерваторія в Пулі, була заснована австро-угорською владою в 1871 році і проіснувала до 1914 року, спеціалізуючись здебільшого на астрометричних і навігаційних дослідженнях.

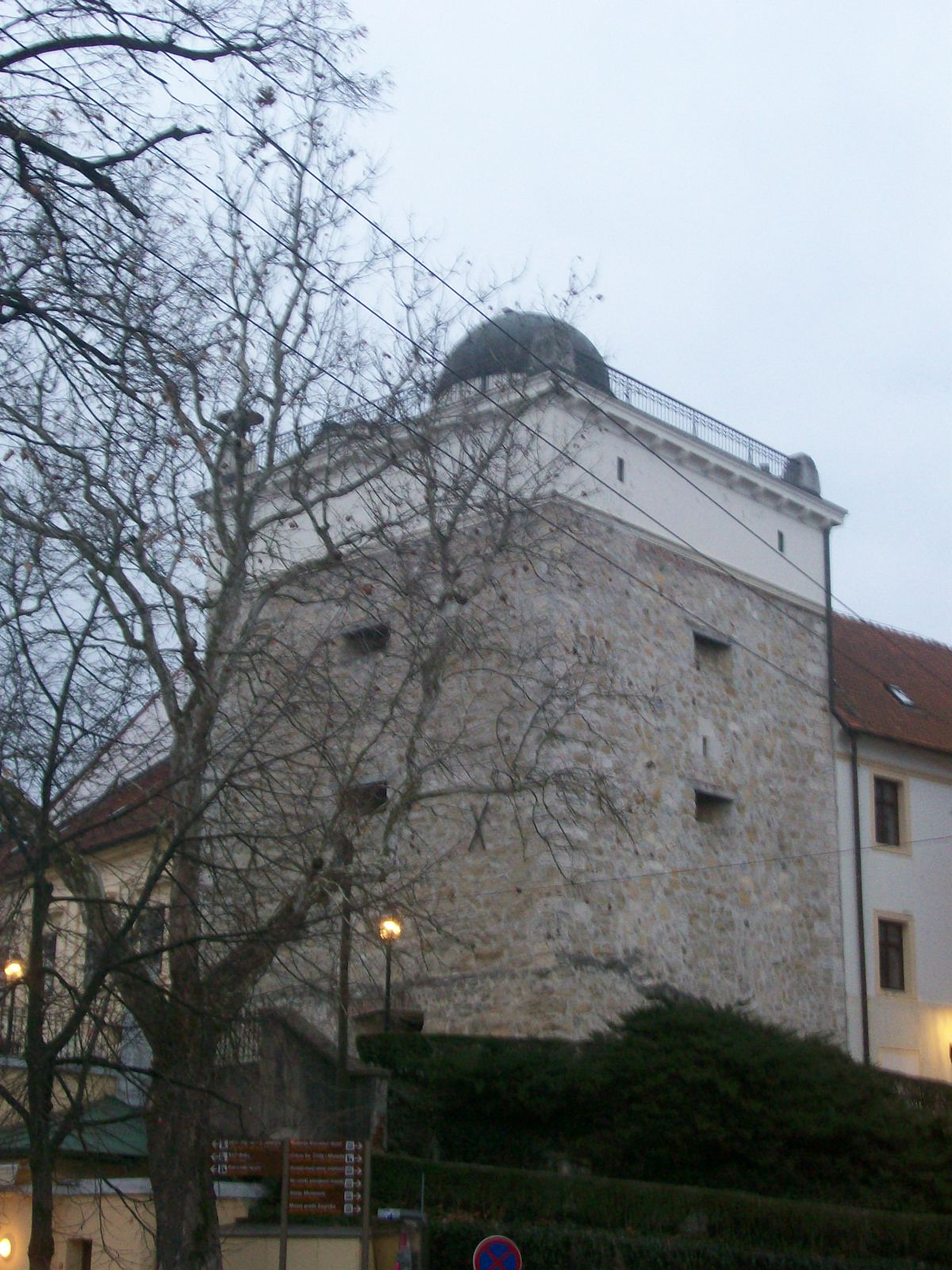
Загребська обсерваторія

1903 року Хорватським природознавчим товариством була заснована Загребська обсерваторія. Розташування обсерваторії було незручним для виконання якісних астрономічних спостережень, але її роль в популяризації астрономії була величезною. Протягом трьох десятиріч обсерваторією керував видатний популяризатор астрономії Отон Кучера (1857—1931).
Спиридон Гопчевич, відомий під псевдонімом Лео Бреннер (1855—1936) проводив на острові Лошинь спостереження Місяця і планет і в 1899—1908 роках видавав журнал «Astronomische Rundschau». А священник і астроном Нікола Мілічевич (1887—1963) на острові Брач проводив спостереження подвійних зір і розраховував орбіти планет і астероїдів.
З 1908 року в Загребському університеті ведуться дослідження з геодезичної астрономії, а 1937 року для цих досліджень була створена невелика обсерваторія.
Одразу після Другої світової війни Загребський університет розширив свої астрономічні дослідження, а Загребська обсерваторія — свою роботу з популяризації астрономії. 1965 року в Загребському технічному музеї відкрився планетарій. З державною фінансовою підтримкою виникло багато невеликих астрономічних товариств, деякі з них в колах. Проводилися змагання і літні табори для школярів.
1972 року була заснована Хварська обсерваторія, і тривалий час вона залишалась єдиною професійною астрономічною установою в Хорватії.
Після оголошення незалежності Хорватії 1991 року ситуація в астрономії погіршилась через зміну політичної системи і війну із Сербією, які призвели до зменшення фінансування і зниження інтересу до астрономії. В 1991—1992 інструменти Хварської обсерваторії були розібрані, щоб захистити їх від бойових дій, але після війни всі інструменти повернулись до роботи.

## Наукові установи

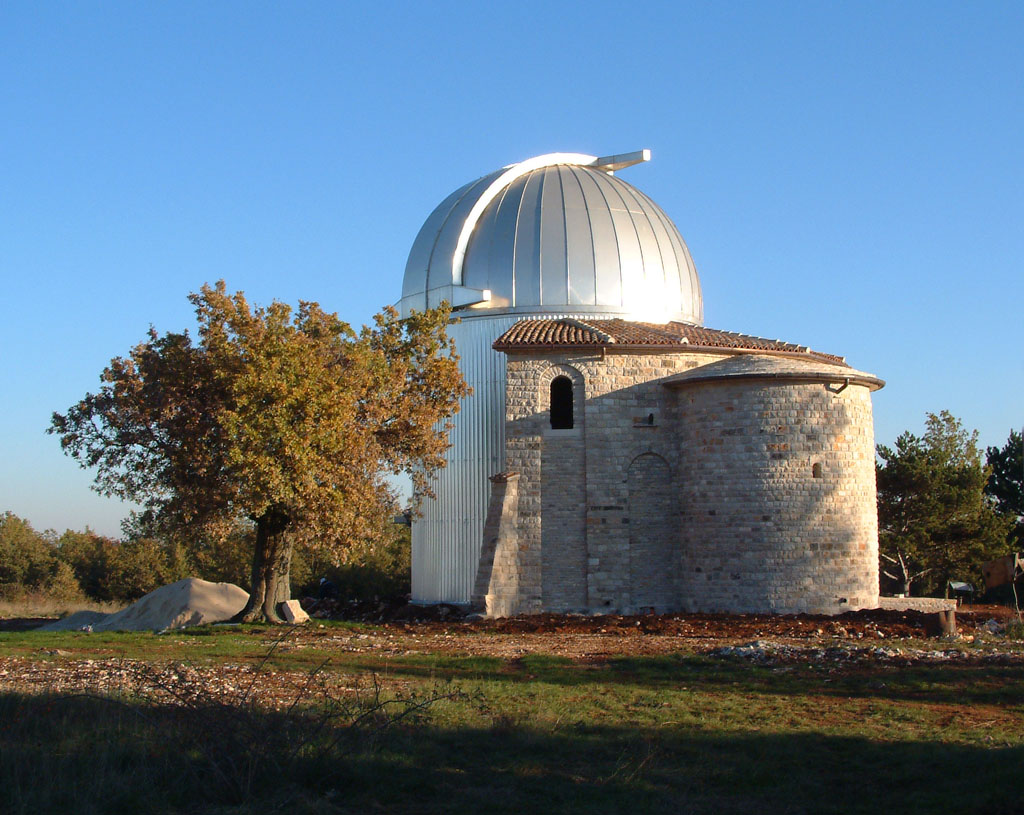
Обсерваторія Тічан — окремий спостережний майданчик Вишнянської обсерваторії

Хварська обсерваторія має гарні умови для спостережень і спеціалізується на дослідженнях Сонця і змінних зір. Вона володіє 65-см телескопом і побудованим спільно з Віденським університетом 1-метровим телескопом.
Вішнянська обсерваторія була створена як любительська, але з часом стала фактично професійною обсерваторією, з фінансуванням від спонсорів і місцевої влади. Під керівництвом Корадо Корлевича вона досягла великих успіхів у відкритті астероїдів і комет. Щоб уникнути світлового забруднення, обсерваторія в 2009 році перенесла свої основні спостереження на новий майданчик Обсерваторію Тічан. Обсерваторія володіє 60-см і 1-м телескопами.
В Загребській обсерваторії працюють телескоп та перший в Хорватії детектор космічних променів.

## Астрономічна освіта

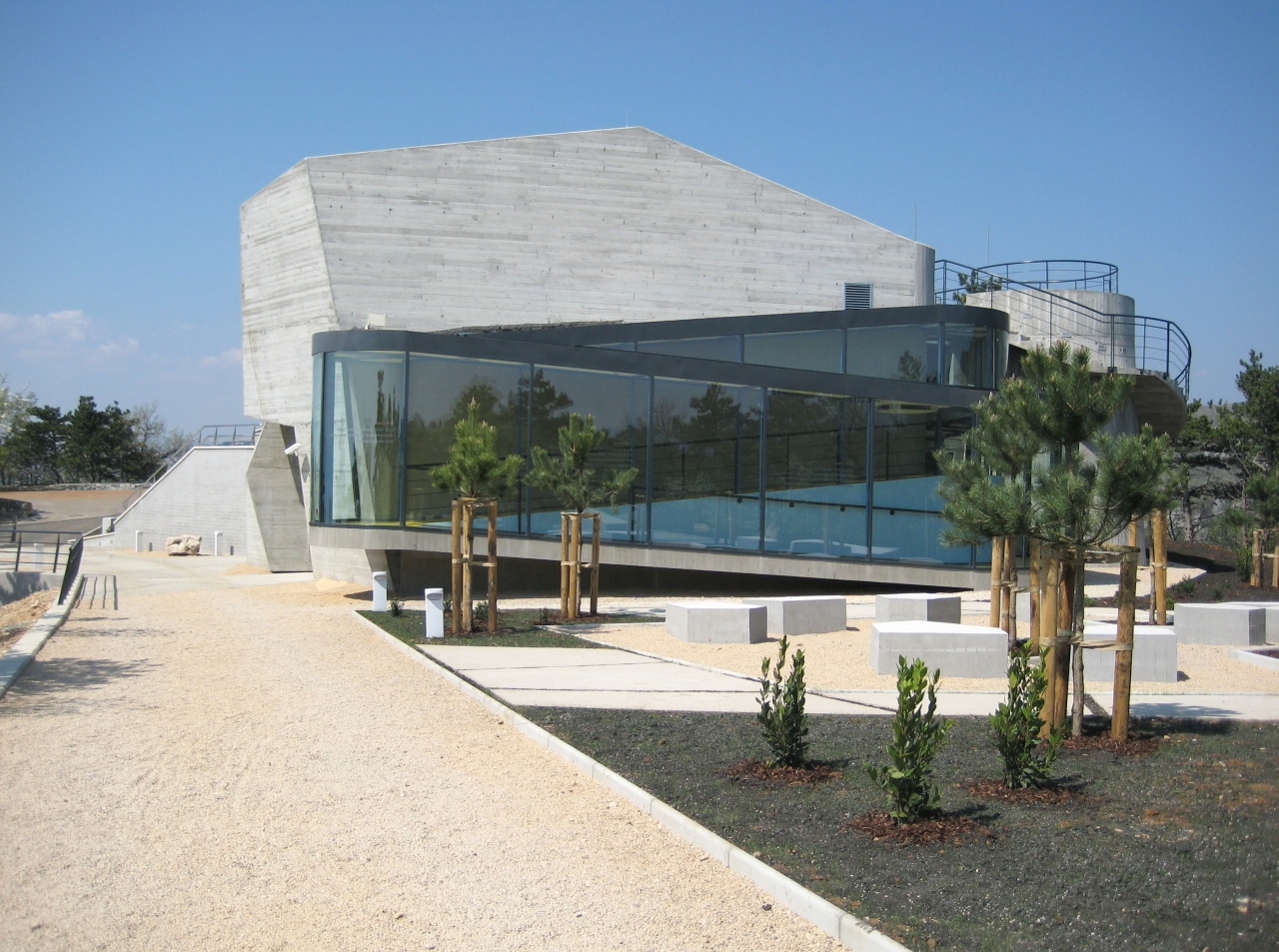
Астрономічний центр Рієки

Астрономія була обов'язковим шкільним предметом в 1945—1948 роках. Зараз астрономія є предметом за вибором. Також до астрономічної освіти на шкільному рівні долучаються товариства любителів астрономії та астрономічні гуртки.
З 1992 року на кафедрі фізики Загребського університету астрономія існує як окрема спеціальність для студентів. З 1979 року в університеті працює аспірантура з астрономії, яка, головним чином, спеціалізується, на фізиці Сонця і зір.
Кілька установ займаються популяризацією астрономії. Загребська обсерваторія організовує шкільні астрономічні конкурси, літні астрономічні школи та табори, астрономічні експедиції та спостереження. Вішнянська обсерваторія регулярно приймає шкільні екскурсії, організує любительські спостереження, а влітку проводить Вішнянську астрономічну школу. Астрономічний центр Рієки об'єднує обсерваторію і планетарій, він демонструє фільми, проводить лекції та виставки, організує аматорські спостереження.